# Black Box: The Complete Original Black Sabbath (1970–1978)
Black Box je box set skupiny Black Sabbath, který obsahuje alba
- Black Sabbath
- Paranoid
- Master of Reality
- Black Sabbath, Vol. 4
- Sabbath Bloody Sabbath
- Sabotage
- Technical Ecstasy
- Never Say Die!

Tento set vyšel i s DVD na kterém je skupina zachycená jak hraje skladby „Paranoid“, „Black Sabbath“, „Iron Man“ a klasickou skladbu od Carla Perkinse „Blue Suede Shoes“. Tento set obsahuje i velké množství fotek a materiálu o skupin+ v letech největší slávy.

## Sestava
- Ozzy Osbourne - zpěv
- Tony Iommi - kytara
- Geezer Butler - baskytara
- Bill Ward - bicí

- Dan Hersch, Bill Inglot – remastering